# 26e division de réserve (Empire allemand)
Pour les articles homonymes, voir 26e division d'infanterie.
La 26e division de réserve est une unité de l'armée wurtembergeoise, partie de l'armée impériale allemande, qui participe lors de la Première Guerre mondiale aux principales batailles du front de l'Ouest.

## Première Guerre mondiale

### Composition

#### Composition à la mobilisation - 1915
- 51e brigade d'infanterie de réserve

180e régiment d'infanterie (de)
121e régiment d'infanterie de réserve
99e régiment d'infanterie de réserve
- 52e brigade d'infanterie de réserve

119e régiment d'infanterie de réserve
120e régiment d'infanterie de réserve
- 3 escadrons du régiment de dragons de réserve
- 26e régiment d'artillerie de campagne de réserve (9 batteries)
- 4e compagnie du 13e bataillon de pionniers

#### 1916
- 51e brigade d'infanterie de réserve du Wurtemberg

180e régiment d'infanterie (10e régiment d'infanterie du Wurtemberg)
121e régiment d'infanterie de réserve du Wurtemberg
99e régiment d'infanterie de réserve
- 52e brigade d'infanterie de réserve du Wurtemberg

119e régiment d'infanterie de réserve du Wurtemberg
120e régiment d'infanterie de réserve du Wurtemberg
- 3 escadrons du régiment de dragons de réserve du Wurtemberg
- Artillerie

26e régiment d'artillerie de campagne de réserve (6 batteries)
27e régiment d'artillerie de campagne de réserve (6 batteries)
- 4e et 6e compagnies du 13e bataillon de pionniers

#### 1917
- 51e brigade d'infanterie de réserve du Wurtemberg

119e régiment d'infanterie de réserve du Wurtemberg
121e régiment d'infanterie de réserve du Wurtemberg
180e régiment d'infanterie (10e régiment d'infanterie du Wurtemberg)
- 2 escadrons du 20e régiment d'uhlans (de)
- 122e commandement divisionnaire d'artillerie du Wurtemberg

26e régiment d'artillerie de campagne de réserve (9 batteries)
- 326e bataillon de pionniers

#### 1918
- 51e brigade d'infanterie de réserve du Wurtemberg

119e régiment d'infanterie de réserve du Wurtemberg
121e régiment d'infanterie de réserve du Wurtemberg
180e régiment d'infanterie (10e régiment d'infanterie du Wurtemberg)
- 2 escadrons du 20e régiment d'uhlans
- 122e commandement divisionnaire d'artillerie du Wurtemberg

26e régiment d'artillerie de campagne de réserve (9 batteries)
59e bataillon d'artillerie à pied
- 326e bataillon de pionniers

### Historique
Au déclenchement du conflit, la 26e division de réserve forme avec la 28e division de réserve le 14e corps de réserve rattaché à la 7e armée allemande.

## Chefs de corps
| Grade                  | Nom                     | Date                                |
| ---------------------- | ----------------------- | ----------------------------------- |
| General der Infanterie | Franz von Soden         | 2 août 1914 - 16 décembre 1916      |
| Generalleutnant        | Albert von Fritsch (de) | 17 décembre 1916 - 15 décembre 1918 |